# Erdon Daci
Erdon Daci (en alphabet cyrillique macédonien : Ердон Даци), né le 4 juillet 1998 à Skopje en Macédoine, est un footballeur international macédonien qui joue au poste d'avant-centre.

## Biographie

### En club

#### Formation à Konyaspor
Né à Skopje, Erdon Daci est rapidement repéré par un club phare du pays, à savoir le FK Vardar Skopje. En 2017, il poursuit sa formation en Turquie au sein de Konyaspor. Il signe son premier contrat professionnel le 22 juillet 2019. Le 18 août 2019, il joue son premier match professionnel face au MKE Ankaragücü lors de la première journée de SüperLig . Il marque son premier but professionnel le 31 août 2019 face à Antalyaspor.

#### KVC Westerlo
Le 30 août 2021, il signe au KVC Westerlo. Il joue son premier match le 5 septembre 2021 lors d'une victoire 3 buts à 1 face au RFC Liège, comptant pour la Coupe de Belgique. Le 1er octobre 2021, il marque son premier but sous ses nouvelles couleurs face au Lommel SK. Il joue son premier match de Jupiler Pro League le 24 juillet 2022 face au Cercle Bruges.